# كارستن ياكوبسون
كارستن ياكوبسون (بالألمانية: Carsten Jacobson)‏ هو عسكري ألماني، ولد في 22 يونيو 1955 في هامبورغ في ألمانيا.